# Octagon
Octagon – ósma płyta szwedzkiego zespołu muzycznego Bathory. Wydana w czerwcu 1995 roku.

## Lista utworów
1. „Immaculate Pinetreeroad #930” – 2:46
2. „Born to Die” – 3:59
3. „Psychopath” – 3:20
4. „Sociopath” – 3:10
5. „Grey” – 1:15
6. „Century” – 4:09
7. „33 Something” – 3:16
8. „War Supply” – 4:43
9. „Schizianity” – 4:17
10. „Judgement of Posterity” – 5:12
11. „Deuce” – 3:42 (cover KISS)

## Twórcy
- Ace „Quorthon Seth” Thomas Forsberg – śpiew, gitara, produkcja
- Kothaar – gitara basowa
- Vvornth – perkusja
- Rex Luger – inżynier dźwięku
- Tom Mueller – mastering